# カルボン酸レダクターゼ
カルボン酸レダクターゼ（carboxylate reductase）は、ピルビン酸代謝酵素の一つで、次の化学反応を触媒する酸化還元酵素である。
アルデヒド + 受容体 + H2O {\displaystyle \rightleftharpoons } カルボン酸 + 還元型受容体
反応式の通り、この酵素の基質はアルデヒドと水と受容体、生成物はカルボン酸と還元型受容体である。補因子としてタングステンを用いる。
組織名はaldehyde:acceptor oxidoreductaseで、別名にaldehyde:(acceptor) oxidoreductaseがある。